# 노스다코타주의 기

노스다코타 주의 기

노스다코타의 기는 노스다코타주의 깃발이다. 노스다코타 주의 민병대 깃발에서 유래되었다.